# Binarni brojevni sustav
Binarni sustav predstavlja pozicijski brojevni sustav s bazom 2. To znači da u tom brojevnom sustavu za označavanje brojeva koristimo 2 znamenke, i to: 0 i 1. Kako je to brojevni sustav s najmanjom bazom, iz naziva njegove znamenke na engleskom jeziku BInary digiT nastalo je ime za najmanju količinu informacije BIT. 
Široko se koristi u tehnici, jer je potrebno razlikovati samo dva stanja za prikaz znamenaka (npr. napon od 2,4 V do 5 V u TTL sustavima označava znamenku 1, dok napon od 0 V do 2,4 V označava 0). Tehničke dobrobiti proizlaze iz pojednostavljenja sklopova i velike razine šuma koje uređaj može neometano podnositi. Stoga danas digitalni uređaji gotovo isključivo koriste binarni sustav. Posljedično je korišten u računalima, pa stoga i općenito u informatici i programiranju.
Kako za sastavljanje binarnog broja na raspolaganju imamo samo 0 i 1, niz binarnih brojeva izgleda ovako:
```
      0  - decimalno 0 
      1  - decimalno 1 
    1 0  - decimalno 2 
    1 1  - decimalno 3 
  1 0 0  - decimalno 4 
  1 0 1  - decimalno 5 
  1 1 0  - decimalno 6 
  1 1 1  - decimalno 7 
1 0 0 0  - decimalno 8 
1 0 0 1  - decimalno 9 
1 0 1 0  - decimalno 10
i t d ......
```

Uočite da s jednom binarnom znamenkom, odnosno
s 1 bitom možemo dobiti 2 različite kombinacije (0 i 1),
s 2 bita možemo označiti 4 različite kombinacije,
s 3 bita možemo označiti 8 različitih kombinacija,
s 4 bita možemo označiti čak 16 različitih kombinacija,
s 5 bitova možemo označiti čak 32 kombinacije...
Binarni sustav je osnova današnjeg računarstva.
Danas pretežno koristimo 8-bitni način zapisa, tj. 8 znamenki i 256 mogućih kombinacija.

## Primjer zapisivanja brojeva
5710	= 5 * 101 + 7 * 100  = 1*25  + 1*24  + 1*23  + 0*22  + 0*21  + 1*20  = 1 1 1 0 0 1
Za binarno prikazivanje informacija je potreban najveći broj elemenata u usporedbi s ostalim brojevnim sustavima, a broj elemenata je iz tehničkih razloga često ograničen (duljinom riječi).
Uređaji koji obrađuju i pohranjuju binarne informacije fizički se izvode pomoću elektroničkih elementa s dva stabilna stanja koje zovemo bistabili.

## Pretvorba dekadskog broja u binarni
Dekadski broj dijelimo bazom binarnog brojevnog sustava, brojem 2 i zapisujemo količnik i ostatak. Količnik nastavljamo dijeliti brojem 2 tako dugo dok kao rezultat dijeljenja ne dobijemo 0 (radi se o cjelobrojnom dijeljenju). 
Binarni broj tvore ostaci dijeljenja s 2, odozdo prema gore:
```
  57 : 2 = 28   
1

  
  28 : 2 = 14   
0

  
  14 : 2 =  7   
0

  
  7 : 2 =  3    
1

  
  3 : 2 =  1    
1

  
  1 : 2 =  0    
1

 
          
111001
```

## Brojenje u binarnom brojevnom sustavu
| Dekadski broj | Binarni broj |
| ------------- | ------------ |
| 0             | 0            |
| 1             | 1            |
| 2             | 10           |
| 3             | 11           |
| 4             | 100          |
| 5             | 101          |
| 6             | 110          |
| 7             | 111          |
| 8             | 1000         |
| 9             | 1001         |
| 10            | 1010         |

Brojenje u binarnom brojevnom sustavu slično je kao i u svim ostalim brojevnim sustavima. Počinje se s najmanjom znamenkom brojevnog sustava, u binarnom brojevnom sustavu, počinje se s nulom, ide se prema najvećoj znamenci brojevnog sustava, u binarnom brojevnom sustavu znamenci 1.
U dekadskom brojevnom sustavu počinjemo znamenkom 0 i završavamo znamenkom 9, dok u binarnom brojevnom sustavu počinjemo znamenkom 0 i završavamo znamenkom 1.
Kada se na desnoj strani broja dođe do najveće znamenke, lijevo se povećava znamenka za 1, a desno se znamenka postavlja na najmanju i brojenje se nastavlja, npr. imamo broj 29, znači na desnoj strani broja došli smo do 9, najveće znamenke, pa se lijeva znamenka povećava za jedan, na broj 3, a desna se postavlja na početnu znamenku, broj 0 i imamo broj 30.
U dekadskom brojevnom sustavu brojimo ovako:
000, 001, 002, ... 007, 008, 009, (imamo tri mjesta za znamenke i krećemo od nule)
010, 011, 012, ...
   ...
090, 091, 092, ... 097, 098, 099, (mijenjamo zadnje dvije znamenke, znamenke krajnje desno)
100, 101, 102, ...
U binarnom brojevnom sustavu brojimo ovako:
0000,
0001, (četiri mjesta za znamenke, promatrajte znamenke krajnje desno)
0010, 0011, (mijenjaju se dvije znamenke krajnje desno)
0100, 0101, 0110, 0111, (pa tri znamenke...)
1000, 1001, ...

## Vanjske poveznice
- Binarni sustav  Arhivirana inačica izvorne stranice od 27. lipnja 2007. (Wayback Machine)
- Leibniz i binarni brojevni sustav
- Povijest
- Binarni pretvarač  Arhivirana inačica izvorne stranice od 21. veljače 2011. (Wayback Machine)